# Sociedade

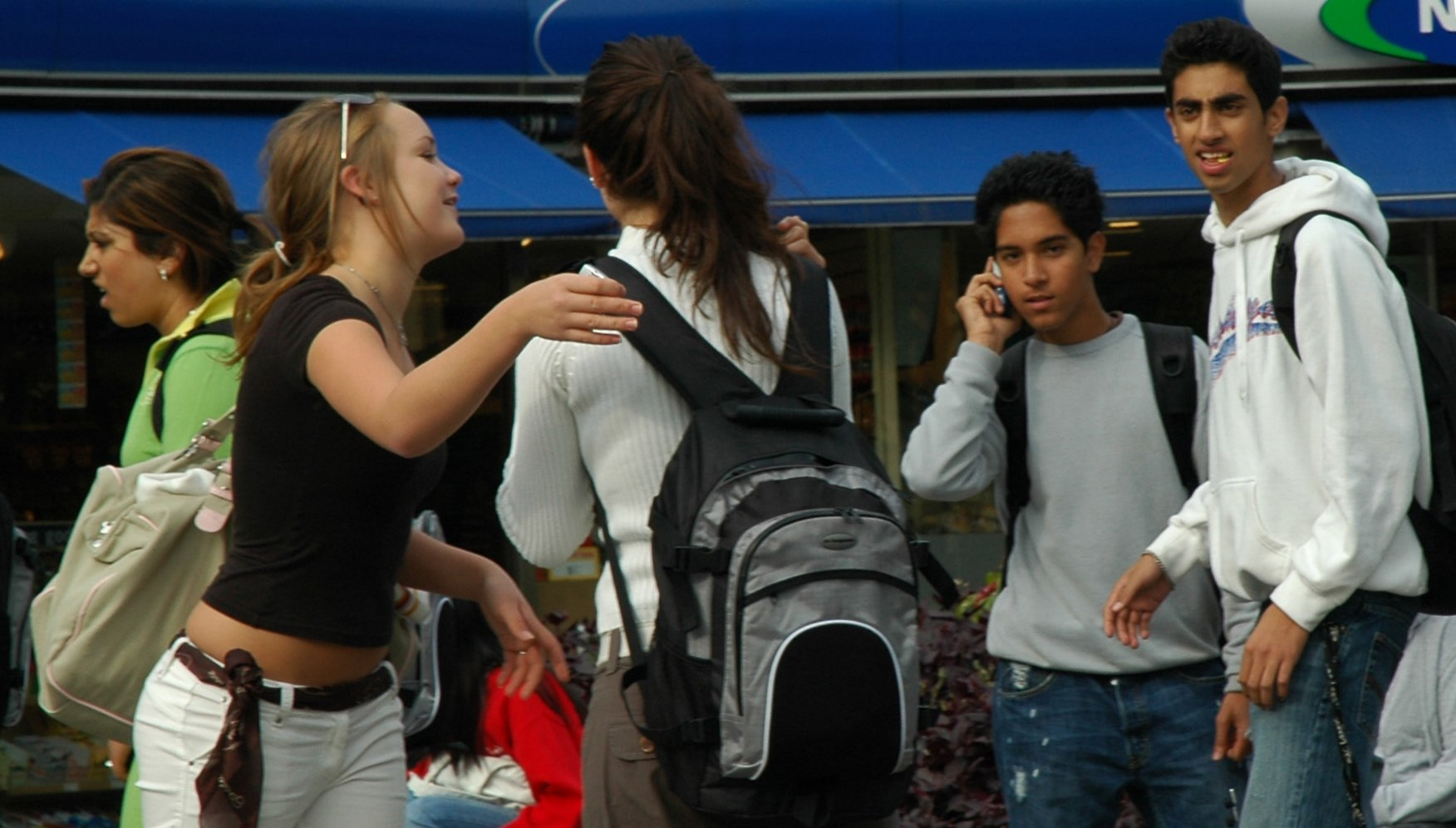
Jovens interagindo em uma sociedade diversa do ponto de vista étnico.

Em sociologia, uma sociedade (do termo em latim societăs, que significa "associação") é um grupo de indivíduos se relacionando, a fim de conseguir e preservar seus objetivos comuns. Os objetivos comuns, compartilhados pelos membros da sociedade, são os próprios objetivos da sociedade, ou seja, o bem comum.
Não é um grupo qualquer, mas é um grupo soberano de indivíduos, não dependendo de forças externas, onde existe uma rede (sistema) total e abrangente de relacionamentos, na qual todos os seus indivíduos e comunidades membros estão interligados. Uma sociedade é composta por membros que compartilham um princípio fundamental, geral, vinculando todos, dentro do grupo, a uma mesma finalidade ( o bem comum).
Há quem considere que não existam sociedades nem classes sociais, como Margaret Thatcher (a "Dama de Ferro"), política britânica que ascendeu ao lugar de Primeiro-Ministro, e chegou a afirmar que ela mesma (a sociedade) não existe. Conforme disse, só existem os indivíduos e suas comunidades familiares.
Sociedade é objeto de estudo comum das ciências humanas, especialmente a sociologia, a história, a antropologia, a geografia e o direito.

## Sociedade e Estado
A sociedade pode ser institucionalizada ou não. O Estado é uma instituição (ou conjunto de instituições públicas), dedicada ao gerenciamento da sociedade (sociedade com estado). Ao contrário, pode se falar das sociedades apátridas (sociedade sem estado), as quais existiram durante a maior parte da história.

## Sociedade, comunidade e indivíduo
É comum haver confusão entre os conceitos distintos (mas próximos) de sociedade e comunidade. Os grupos intermediários, ao individuo e à sociedade, são as comunidades. As comunidades possuem tanto mais características subjetivas e íntimas do que uma sociedade, quanto também possuem mais características objetivas e abrangentes do que as individualidades.
Comunidades possuem um lado impessoal, com normas gerais, mas também possuem características subjetivas e pessoais, comuns entre aqueles que as integram, os diferindo de demais grupos de uma sociedade. As comunidades se constituem em grupos intermediários entre os indivíduos e a sociedade, com normas objetivas e externas aos seus indivíduos, porém estas mesmas normas são encaradas como subjetivas, frente à sociedade a qual determinada(s) comunidade(s) pertença(m).
As comunidades são sociedades menores e "individualizadas", possuindo relações intermediárias, que sirvam de "ponte" entre os indivíduos e a sociedade. Exemplos de comunidades são as famílias, escolas, o local de trabalho, os amigos e a vizinhança. Existem também as comunidades religiosas (institucionalizadas ou não) militares, econômicas, empresariais, dentre outras.

## Concepções de sociedade

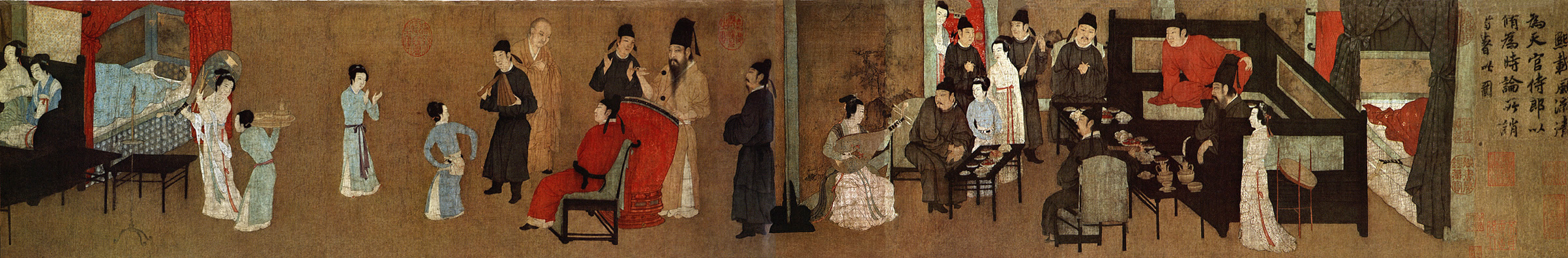
Uma pintura do século XII, versão da Dinastia Song de Festas Noturnas de Han Xizai, original de Gu Hongzhong. É uma obra-prima da arte da época, retratando servos, músicos, monges, crianças e hóspedes, todos em um mesmo ambiente social. Ele serve como uma visão profunda da estrutura social da China do século X.

A sociedade, em geral, considera o fato de que um indivíduo tem meios bastante limitados como uma "unidade soberana". Os grandes macacos sempre foram mais (Bonobo, Homo, chimpanzé) ou menos (Gorila, orangotango) sociais, portanto situações parecidas com as vividas por Robinson Crusoe são ficções ou casos um tanto incomuns para a ubiquidade do contexto social dos seres humanos.

### Na antropologia
As sociedades humanas são, na maioria das vezes, organizadas de acordo com seu principal meio de subsistência. Cientistas sociais identificaram sociedades caçadoras-coletoras, sociedades pastorais nômades, sociedades horticultoras ou simples sociedades agrícolas e sociedades intensivas em agricultura, também chamadas de civilizações. Alguns consideram que as sociedades industrial e pós-industrial são qualitativamente diferentes das tradicionais sociedades agrícolas.
Atualmente, os antropólogos e muitos cientistas sociais se opõem vigorosamente contra a noção de evolução cultural e "etapas" rígidas como essas. Na verdade, muitos dados antropológicos têm sugerido que a complexidade (civilização, crescimento e densidade populacional, especialização etc.) nem sempre toma a forma de organização ou estratificação social hierárquica.
Além disso, o relativismo cultural, como uma abordagem generalizada ou ética, tem substituído as noções de "primitivo", melhor/pior ou "progresso" em relação às culturas (incluindo a sua cultura material/tecnologia e organização social).
Segundo o antropólogo Maurice Godelier, uma novidade importante na sociedade humana, em contraste com os parentes biológicos mais próximos da humanidade (os chimpanzés e os bonobos), é o papel de pai assumido pelos homens, que supostamente está ausente em nossos parentes mais próximos, para os quais a paternidade geralmente não é determinável.

### Na ciência política
As sociedades também podem ser organizadas de acordo com a sua estrutura política. A fim de crescer em tamanho e complexidade, existem sociedades de bandos, tribos, chefias, e sociedades estatais. Estas estruturas podem ter diferentes graus de poder político, dependendo dos ambientes cultural, geográfico e histórico nos quais essas sociedades estão inseridas. Assim, uma sociedade mais isolada com o mesmo nível de tecnologia e cultura que as outras sociedades tem mais probabilidade de sobreviver do que uma em estreita proximidade com outras sociedades que possam interferir em seus recursos. Uma sociedade que é incapaz de oferecer uma resposta eficaz para outras sociedades que concorram com ela normalmente é subsumida pela cultura da sociedade concorrente.

### Na sociologia
O sociólogo Gerhard Lenski difere as sociedades com base em seu nível de tecnologia, economia e comunicação: (1) caçadores e coletores, (2) agrícolas simples, (3) agrícolas avançadas (4), industrial, e (5) especial (sociedades, por exemplo, de pesca ou marítima). Esta classificação é semelhante ao sistema anterior desenvolvido pelos antropólogos Morton H. Fried, um teórico do conflito, e Elman Service, uma teórica da integração, que produziram um sistema de classificação para as sociedades para todas as culturas humanas com base na evolução da desigualdade econômica, da desigualdade social e do papel do Estado. Este sistema de classificação contém quatro categorias:
- Bandos de caçadores-coletores (categorização de deveres e responsabilidades);
- Sociedades Tribais, nas quais existem alguns casos limitados de classe social e prestígio;
- Estruturas estratificadas lideradas por caciques;
- civilizações, com hierarquias sociais complexas e organizadas e governos institucionais.

Além delas, também existem:
- Humanidade, sobre a qual repousam todos os elementos da sociedade, incluindo suas crenças;
- Sociedade virtual, uma sociedade baseada na identidade online, que está se desenvolvendo na Era da Informação.

Ao longo do tempo, algumas culturas evoluíram para formas mais complexas de organização e controle. Esta evolução sociocultural tem um efeito profundo sobre os padrões da comunidade. Tribos de caçadores-coletores se estabeleceram em torno de fontes de alimentos sazonais para tornarem-se aldeias agrárias. As aldeias cresceram para se tornarem vilas e cidades. As cidades se transformaram em cidades-estados e estados-nação.
Muitas sociedades distribuem generosidade a mando de algum indivíduo ou algum grupo maior de pessoas. Este tipo de generosidade pode ser vista em todas as culturas conhecidas. Normalmente, o indivíduo ou grupo generoso ganha prestígio ao realizar esses atos. Por outro lado, membros de uma sociedade também podem evitar ou excluir os membros que violem as suas normas (ver: Preconceito social). Mecanismos, tais como o ato de dar presentes, relações jocosas e bode expiatório, que podem ser vistos em vários tipos de agrupamentos humanos, tendem a ser institucionalizados em uma sociedade. A evolução social, como um fenômeno, traz, consigo, alguns elementos que poderiam ser prejudiciais para a respectiva população.
Algumas sociedades concedem status a um indivíduo ou um grupo de pessoas, quando esse indivíduo ou grupo executa uma ação admirada ou desejada. Este tipo de reconhecimento é concedido sob a forma de um título, nome, forma de se vestir, ou recompensa monetária. Em muitas sociedades, o status de adultos do sexo masculino ou feminino está sujeito a um ritual ou processo deste tipo. Ações altruístas no interesse da comunidade são vistas em praticamente todas as sociedades. Os fenômenos de ação comunitária, bode expiatório, generosidade, de risco compartilhado e recompensa são comuns a muitas formas de sociedade.

### Na Biologia
As sociedades são associações entre indivíduos da mesma espécie, organizados de um modo cooperativo e não ligados anatomicamente. Os indivíduos, denominados sociais, colaboram com a sociedade em que estão integrados graças aos estímulos recíprocos. Sempre é observada a existência de hierarquia, uma divisão de funções para cada membro participante, o que gera indivíduos especialistas em determinadas funções aumentando a eficiência do conjunto e sobrevivência da espécie, a ponto de ocorrerem seleções na escolha da função de acordo com a estrutura do corpo de cada animal. Por exemplo, formigas-soldados são maiores e possuem mais veneno (mais ácido fórmico) que as formigas operárias; a abelha rainha é grande e põe ovos, enquanto que as abelhas operárias são menores e não põem ovos.

### Na Educação
É notório e factual que a educação se manifesta enquanto um fenômeno de consciência humana muito mais antigo que a organização social, podendo ser até considerada a ancestral do que conhecemos enquanto sociedade, além de responsável pela produção e manutenção da cultura, como aponta Brandão em sua obra: o que é educação. Porém é possível destacar também, que a partir das organizações sociais surgem as necessidades de se organizar e formalizar o ensino, dessa forma as sociedades, principalmente as modernas, e seus projetos sociais tem interferência direta na função, na atuação e no sentido da escola e do trabalho do docente, como apontam Hypólito e Da Rocha no artigo: Disputas pela escola pública, contribuições históricas para pensar o trabalho docente.
Dessa forma, a sociedade atua na educação de maneira decisiva: legislando, regulamentando e adaptando suas concepções e formas de ensino de acordo com os interesses desta sociedade, mas também de maneira dialética de modo que ambas, educação e sociedade, se influenciam e se alteram em sua existência, trajetória e desenvolvimento a partir de uma relação semelhante a de retroalimentação.
Portanto, a sociedade e a educação são inseparáveis em concepção e prática, ainda mais, devem ser relacionadas diretamente com a formulação política que conhecemos como democracia, e cumpre papel crucial para qualquer projeto social ou de sociedade na modernidade, como defende Galter e Favoreto na publicação John Dewey: um clássico da educação para a democracia.

### Conceitos jurídicos
- Sociedade empresária:
  - Sociedade anónima
  - Sociedade de economia mista
  - Sociedade em comandita simples
  - Sociedade limitada ou sociedade por quotas de responsabilidade limitada